# Friedrich Bergann
Alfred Johannes Friedrich Bergann (* 24. Juli 1904 in Dresden; † 1989) war ein deutscher Botaniker und Hochschullehrer.

## Leben
Er war der Sohn des Kassendieners an der Königlichen Technischen Hochschule in Dresden, Friedrich Wilhelm Johann Bergann († 1911) und dessen Ehefrau Hulda Liddy Bergann geborene Schober. Nach dem Schulabschluss studierte er an der Universität Leipzig und promovierte 1930 zum Dr. phil. Nach dem Zweiten Weltkrieg arbeitete er am Institut für Pflanzenzüchtung der Karl-Marx-Universität Leipzig. 1954 wurde er mit der Wahrnehmung der Professur mit Lehrauftrag für Botanik an der Pädagogischen Hochschule Potsdam beauftragt. Zu diesem Zeitpunkt noch Mitglied der SED, trat er 1958 aus dieser Partei aus. 1955 habilitierte er sich und wurde 1956 Professor mit Lehrauftrag. Gleichzeitig leitete er die Abteilung Spezielle Botanik des Botanischen Instituts der Pädagogischen Hochschule Potsdam. Er war dort maßgeblich am Aufbau des Botanischen Gartens beteiligt und blieb bis 1969 in dieser Funktion. Danach ging er in den Ruhestand.

## Schriften (Auswahl)
- Untersuchungen über Lichtwachstum, Lichtkrümmung und Lichtabfall bei Avena sativa mit Hilfe monochromatischen Lichtes. Leipzig 1930.
- Über das Auftreten einer bisher unbekannten Laburnum-Form an der Pfropfchimäre Laburnum Adami. 1952.
- Zur Frage der Behandlung hartschaliger Leguminosen-Samen. 1953.
- Arboretum Deutschland, Gedanken zu einer Wiederbelebung der deutschen Dendrologie. In:  Der Deutsche Gartenbau 1 (1954), Nr. 1, S. 29–31.
- Einige Konsequenzen der Chimärenforschung für die Pflanzenzüchtung. 1955.
- Die Sproßvariation als anatomisches entwicklungsphysiologisches und züchterisches Problem. 1955.
- Die Bedeutung der Botanik als grundlegender Disziplin für Landwirtschafts- und Gartenbauwissenschaft. 1955.
- Untersuchungen an den Blüten und Früchten der Crataegomespili und ihrer Eltern. 1956.
- Eine weitere Trichimäre bei Euphorbia pulcherrima Willd. 1961.
- Über histogenetisch bedingte Anomalien bei der Aufspaltung periklinaler Chimären. 1962.
- Das Studium von Periklinalchimären – eine legitime Methode der Histogeneseforschung. Eine Richtigstellung. 1985.